# ...dopo di che, uccide il maschio e lo divora
...dopo di che, uccide il maschio e lo divora (Marta) è un film del 1971, diretto da José Antonio Nieves Conde.

## Trama
Malgrado la ricchezza, Miguel ha seri problemi con le donne a causa della madre troppo possessiva e opprimente.
Si innamora di una ragazza che dice di fuggire dalla polizia ma in realtà è la sorella della moglie scomparsa di Miguel decisa a scoprire la verità sulla sua fine.